# 陪審員2番
『陪審員2番』（ばいしんいんにばん、原題：Juror #2）は、クリント・イーストウッドが共同製作・監督し、ジョナサン・エイブラムスが脚本を担当した2024年のアメリカの法廷スリラー映画。
2024年10月27日にAFI映画祭で世界初公開され、2024年11月1日にワーナー・ブラザース・ピクチャーズによってアメリカで公開された。小規模での限定上映となったが批評家から好評を博し、全米映画批評家協会によって2024年のトップ10映画の一つに選ばれた。
日本では劇場公開が見送られ、2024年12月20日からU-NEXTより字幕版が独占配信された。イーストウッドの監督作が劇場未公開となったのは、『愛のそよ風』（1973年）以来51年ぶり。

## 登場人物 / キャスト

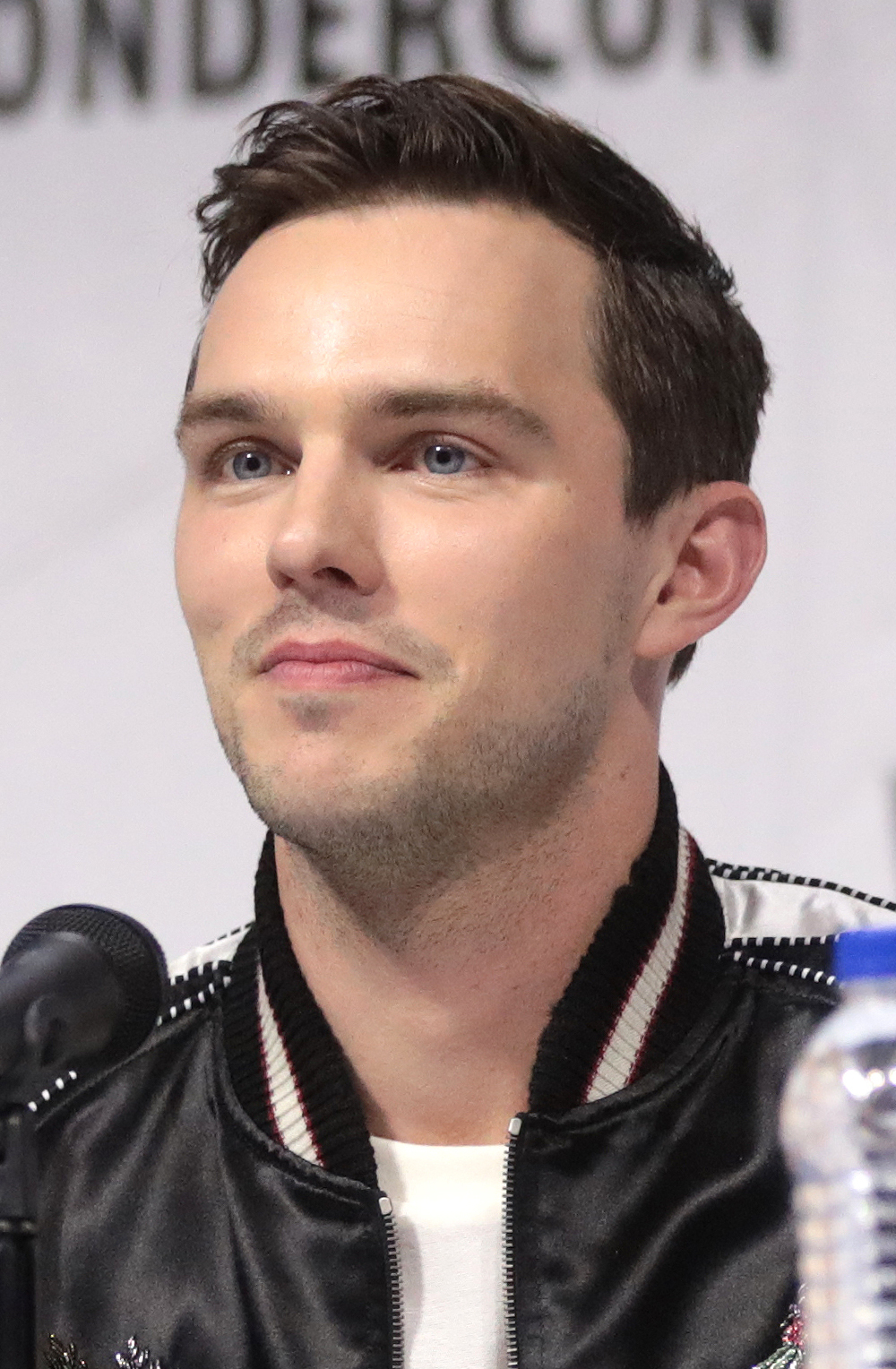
ニコラス・ホルト

ジャスティン・ケンプ
演 - ニコラス・ホルト
フェイス・キルブルー
演 - トニ・コレット
ハロルド・チコウスキー
演 - J・K・シモンズ
エリック・レズニック
演 - クリス・メッシーナ
アリソン・"アリー"・クルーソン
演 - ゾーイ・ドゥイッチ
マーカス・キング
演 - セドリック・ヤーブロー
デニス・アルドワース
演 - レスリー・ビブ
ラリー・ラスカー
演 - キーファー・サザーランド
テルマ・ホルブ判事
演 - エイミー・アキノ
ジェームズ・マイケル・サイス
演 - ガブリエル・バッソ
ヨランダ
演 - エイドリアン・C・ムーア
ケイコ
演 - 福山智可子

## 製作

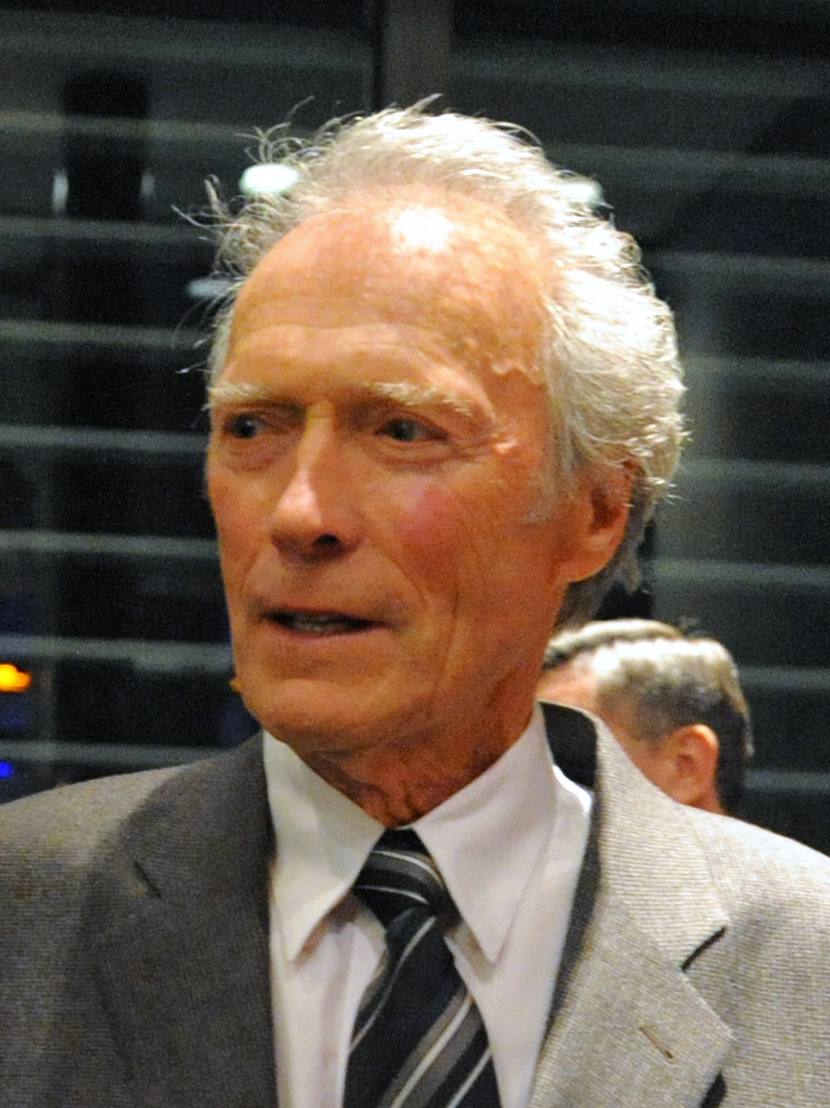
クリント・イーストウッド

2023年4月、映画監督のクリント・イーストウッドが次回作としてこのプロジェクトを企画したことを発表し、ニコラス・ホルトとトニ・コレットが主演交渉中であることが明らかになった。翌月には2人が出演を承諾したほか、ゾーイ・ドゥイッチとキーファー・サザーランドの出演が決定し、ガブリエル・バッソも出演交渉に入った。6月にはレスリー・ビブがキャストに加わった。11月にはクリス・メッシーナがキャストに加わり、バッソが出演を承諾した。12月にはJ・K・シモンズ、エイミー・アキノ、エイドリアン・C・ムーア、セドリック・ヤーブロー、福山智香子、オニックス・セラーノ、フランチェスカ・イーストウッドが出演することが発表された。
製作は、イーストウッドが93歳だった2023年6月に始まり、ジョージア州サバンナやロサンゼルスなどで撮影されたが、2023年のSAG-AFTRAストライキのため7月に中断された。ストライキの終結に伴い11月に製作が再開された。
ポストプロダクションは2024年4月までに終了した。マーク・マンシーナがこの映画の音楽を作曲した。彼は以前、イーストウッドの『クライ・マッチョ』（2021年）を手掛けていた。

## 公開
『陪審員2番』は、2024年10月27日に開催された第38回AFI映画祭のクロージング作品として初公開された。同イベントは、イーストウッドとアメリカ映画協会（AFI）との長年にわたる関係を継続するもので、同映画祭ではこれまでに『アメリカン・スナイパー』（2014年）、『J・エドガー』（2011年）、『リチャード・ジュエル』（2019年）の世界初公開が行われてきた。
ワーナー・ブラザース・ピクチャーズは当初、『陪審員2番』をMaxでのストリーミング配信として構想していた。しかし、ワーナー・ブラザースは2024年11月1日にこの映画を限定公開した。この映画は米国内の50館未満の劇場で公開され、ワーナー・ブラザースは興行成績を発表しないと予想されていた。バラエティ誌は、ワーナー・ブラザースがこの映画の一般への劇場公開を拒否した決定を「まだ商業的魅力を持つ映画製作者にとっては奇妙なアプローチ」と評し、イーストウッドはワーナー・ブラザースで50年間ものあいだ映画を製作しており、『アメリカン・スナイパー』（2014年）、『ハドソン川の奇跡』（2016年）、『運び屋』（2018年）など、依然として大きな商業的成功を収めていることを指摘した。
ワーナー・ブラザースはこの映画を2024年12月20日にMaxで初公開し、Maxオリジナル作品としてブランド化すると発表した。スタジオの広報担当者は、ストリーミング公開が当初の意図であり、Max公開前に口コミを広めるために限定的な劇場公開を再考することで映画製作者と合意したと主張した。
海外ではイギリスなど7ヶ国でしか劇場公開されなかったが、イギリスでは300以上の映画館で上映された。

## 評価

### 興行収入
アメリカでは、この映画は35の劇場で公開され、初日の興行収入は推定9万ドル、週末の興行収入は26～27万ドルだった。ワーナー・ブラザースは、公式の数字を公表しなかったが、これは「興行成績のマイナスの見出しを避けて」イーストウッドの「面目を保つ」ためだと報じられている。世界的には、公開週末に6つの地域で500万ドルの興行収入を上げ、フランスでは310万ドルの興行収入を上げた。

### 批評
批評集積サイトRotten Tomatoesでは、137人の批評家のレビューのうち93%が肯定的で、平均評価は10点満点中7.3点となっている。同サイトの総評は「重い良心を描いた法廷スリラー『陪審員2番』は、クリント・イーストウッドの名高い監督キャリアの集大成というよりは、彼の率直なドラマの才能を思い出させる素晴らしい作品だ」となっている。加重平均を採用しているMetacriticは、37人の批評家に基づいてこの映画に100点満点中72点を付け、「概ね好意的な」レビューを示している。